# گوین هود
گوین هود (به انگلیسی: Gavin Hood) (زاده ۱۲ مهٔ ۱۹۶۳) کارگردان، فیلم‌نامه‌نویس، تهیه‌کننده و بازیگر اهل آفریقای جنوبی است. او به خاطر نوشتن و کارگردانی فیلم ساتسی که در مراسم اسکار سال ۲۰۰۵ به عنوان بهترین فیلم زبان خارجی انتخاب شد، مشهور شده‌است. همچنین او کارگردانی فیلم مردان ایکس: بنیاد مردان، ولورین که در ۱ مه ۲۰۰۹ اکران شد را برعهده داشت.

## فیلم‌ها
لیست زیر شامل فیلم‌هایی است که به کارگردانی گوین هود ساخته شده‌اند:
- یک مرد معقول (۱۹۹۹)
- در کویر و بیابان (۲۰۰۰)
- در بادیه و بیابان (۲۰۰۱)
- در دستان دشمن (۲۰۰۴)
- ساتسی (۲۰۰۵)
- استرداد (۲۰۰۷)
- مردان ایکس: بنیاد مردان، ولورین (۲۰۰۹)